# 祁類思
祁類思（法語：Louis-Hippolyte-Aristide Raguit；1848年12月15日—1889年5月17日）是天主教法國籍主教及巴黎外方傳教會會士。曾任遼東滿州宗座代牧區宗座代牧（1888年-1889年）。

## 生平
祁類思出生於1848年12月15日，在法国阿基坦大区维埃纳省的市鎮普瓦图旺德夫尔。1868年9月12日，他19歲時加入巴黎外方传教会。1872年5月25日，祁類思在23岁時晉鐸，且同年7月3日被派遣前往中國滿州传教。
1888年3月23日，祁類思39歲時獲時任教宗良十三世出任成為遼東滿州宗座代牧區宗座代牧，領銜土耳其弗里吉亞特拉亞諾波利斯教區主教。同年9月9日，在北京聖若瑟堂由直隸北境宗座代牧區戴濟世主教主禮晉牧。
1889年5月17日，祁類思主教在清朝黑龍江省巴彦苏苏去世，享年40岁。